# Jean Cousturier
Jean Cousturier, (1688-1770). Prêtre. Ancien directeur du séminaire Saint-Sulpice de Paris.

## Biographie
Né à Châteauroux en 1688, il fut directeur du Grand séminaire de Paris. Il maintint la force des études théologiques au séminaire, avec des professeurs tels que de Lafosse, Montaigne, et Legrand et prit la direction du séminaire de Toulouse. 
C'est sous son administration que le séminaire de Montréal fut, en 1764, séparé de Saint-Sulpice au temporel. Il mourut en prédisant la Révolution, le 31 mars 1770.

## Sources
- Histoire universelle de l'église catholique, de Rohrmacher, tome 11, page 614.